# Latiaxis mawae
Espèce
Latiaxis mawae est une espèce de mollusques gastéropodes marins appartenant à la famille des Muricidae (anciennement des Magilidae).

## Description et caractéristiques
- Longueur : entre 1,5 et 7 cm[1].

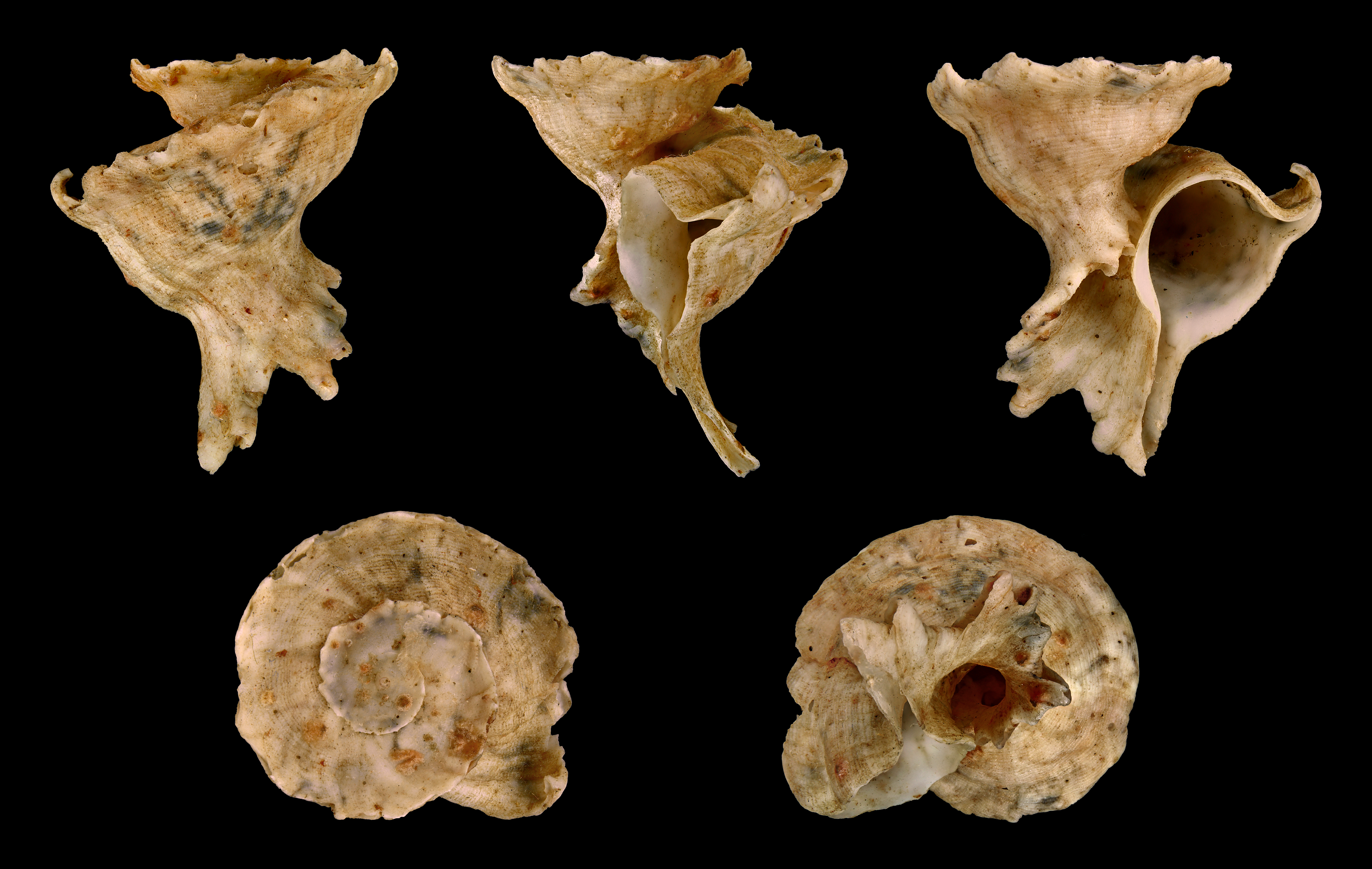
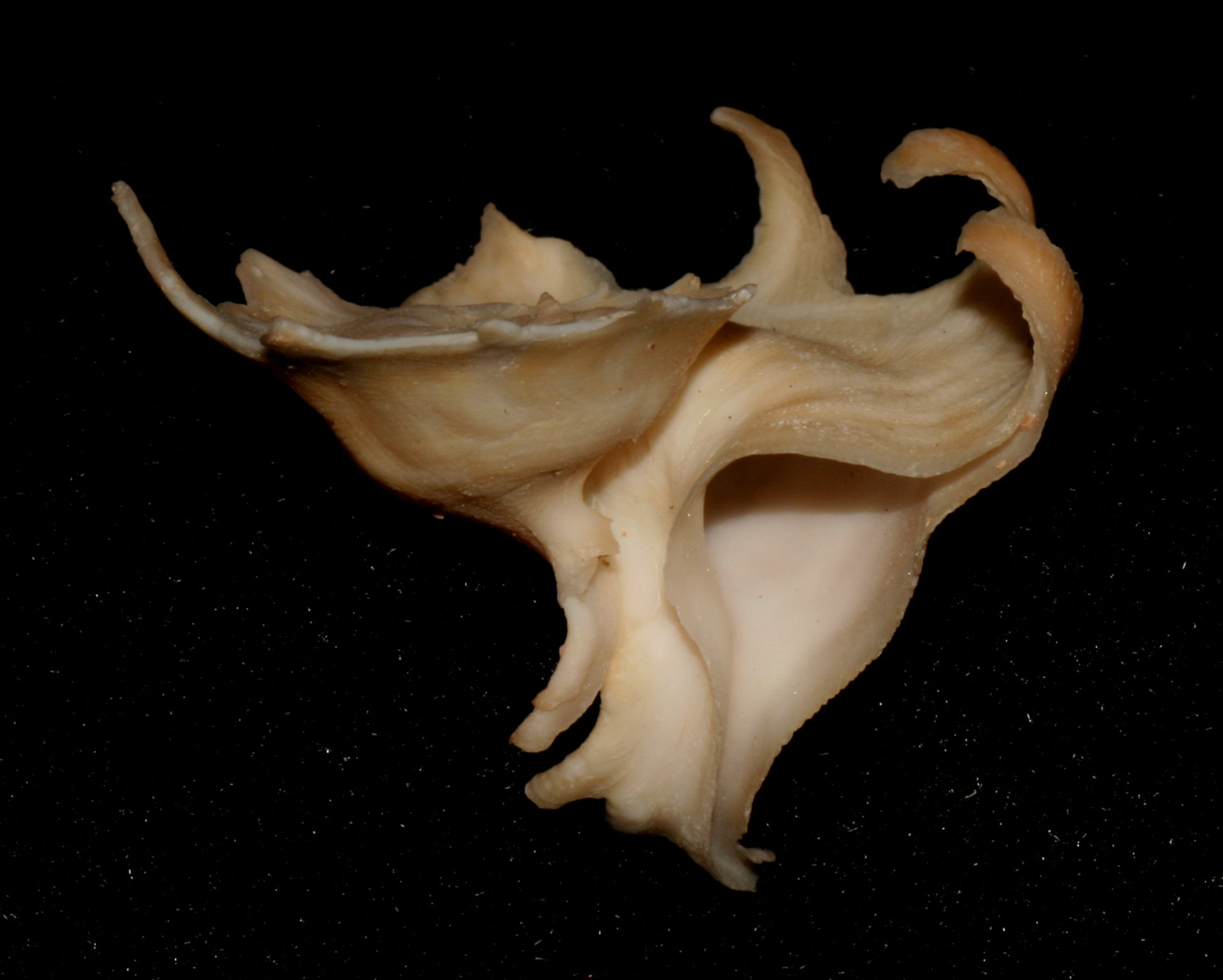
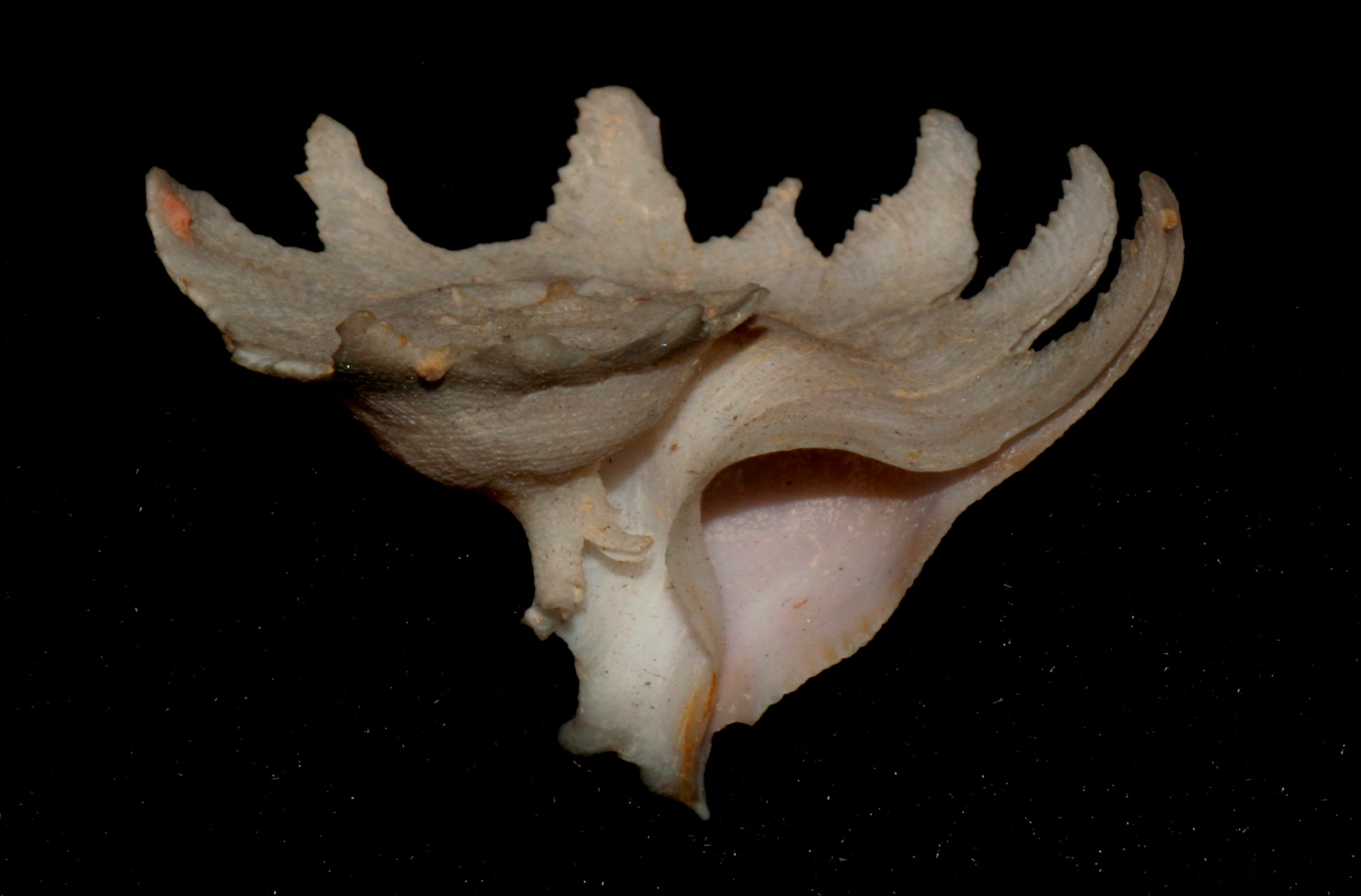

## Habitat et répartition
- Répartition : océan Indien et océan Pacifique[1].